# Руми Уцуги
Руми Уцуги (јап. 宇津木 瑠美; 5. децембар 1988) јапанска је фудбалерка.

## Репрезентација
За репрезентацију Јапана дебитовала је 2005. године. Са репрезентацијом Јапана наступала је на једним Олимпијским играма (2008) и три Светска првенства (2007, 2011. и 2015). За тај тим одиграла је 111 утакмица и постигла је 6 голова.

## Статистика
| Јапан  | Јапан | Јапан |
| Год.   | Ута.  | Гол.  |
| ------ | ----- | ----- |
| 2005   | 5     | 0     |
| 2006   | 2     | 0     |
| 2007   | 9     | 0     |
| 2008   | 10    | 4     |
| 2009   | 3     | 0     |
| 2010   | 9     | 1     |
| 2011   | 9     | 0     |
| 2012   | 7     | 0     |
| 2013   | 8     | 0     |
| 2014   | 12    | 0     |
| 2015   | 13    | 0     |
| 2016   | 3     | 0     |
| 2017   | 13    | 0     |
| 2018   | 8     | 1     |
| Укупно | 111   | 6     |